# 2013年歐洲U-19足球錦標賽
2013年歐洲U-19足球錦標賽是第 62 屆歐洲U-19足球錦標賽，這也是歐洲足球協會聯盟在2002年時將球員比賽年齡重新分類以後舉辦的第 12 場賽事。早先歐洲足球協會聯盟便在2010年10月4日時，便於在白俄羅斯首都明斯克召開的執行委員會會議上決定由立陶宛負責舉辦；而這也是立陶宛首度舉辦歐洲U-19足球錦標賽活動，對此立陶宛體育競賽暨體育教育部也提供了174萬歐元作為冠軍獎金。這次賽事期間為2013年7月20日至8月1日，並且將會於立陶宛3處足球場進行比賽。在球員資格部分，僅有在1994年1月1日以後出生的足球運動員才可以參加這次賽事。
預選賽事從2012年9月開始持續到2013年6月正式結束，其中最終有7支球隊和作為主辦國代表球隊的立陶宛19歲以下國家足球隊在立陶宛展開最後的比賽。其中這8支球隊分成兩組進行比賽，每組共有4支球隊。其中而衛冕兩屆冠軍的西班牙19歲以下國家足球隊在擊敗去年亞軍希臘19歲以下國家足球隊後反而遭到法國19歲以下國家足球隊所擊敗後，而塞爾維亞19歲以下國家足球隊則是擊敗葡萄牙19歲以下國家足球隊進入決賽。最終塞爾維亞19歲以下國家足球隊於決賽中以1比0擊敗法國19歲以下國家足球隊，這也是塞爾維亞第一次獲得歐洲足球協會聯盟舉辦之賽事冠軍，不過在更早之前的南斯拉夫聯盟19歲以下國家足球隊時期便有獲得兩次冠軍的紀錄。

## 外部連結
- （英文） Under-19 Championship（页面存档备份，存于）